# Verbaladjektiv
Et verbaladjektiv er et tillægsord der er dannet fra et udsagnsord.
På dansk kan verbaladjektiver dannes ved suffikserne -bar, -som og -vorn.
For eksempel sporbar (spore og -bar) og hjælpsom (hjælpe og -som).